# Ravenă

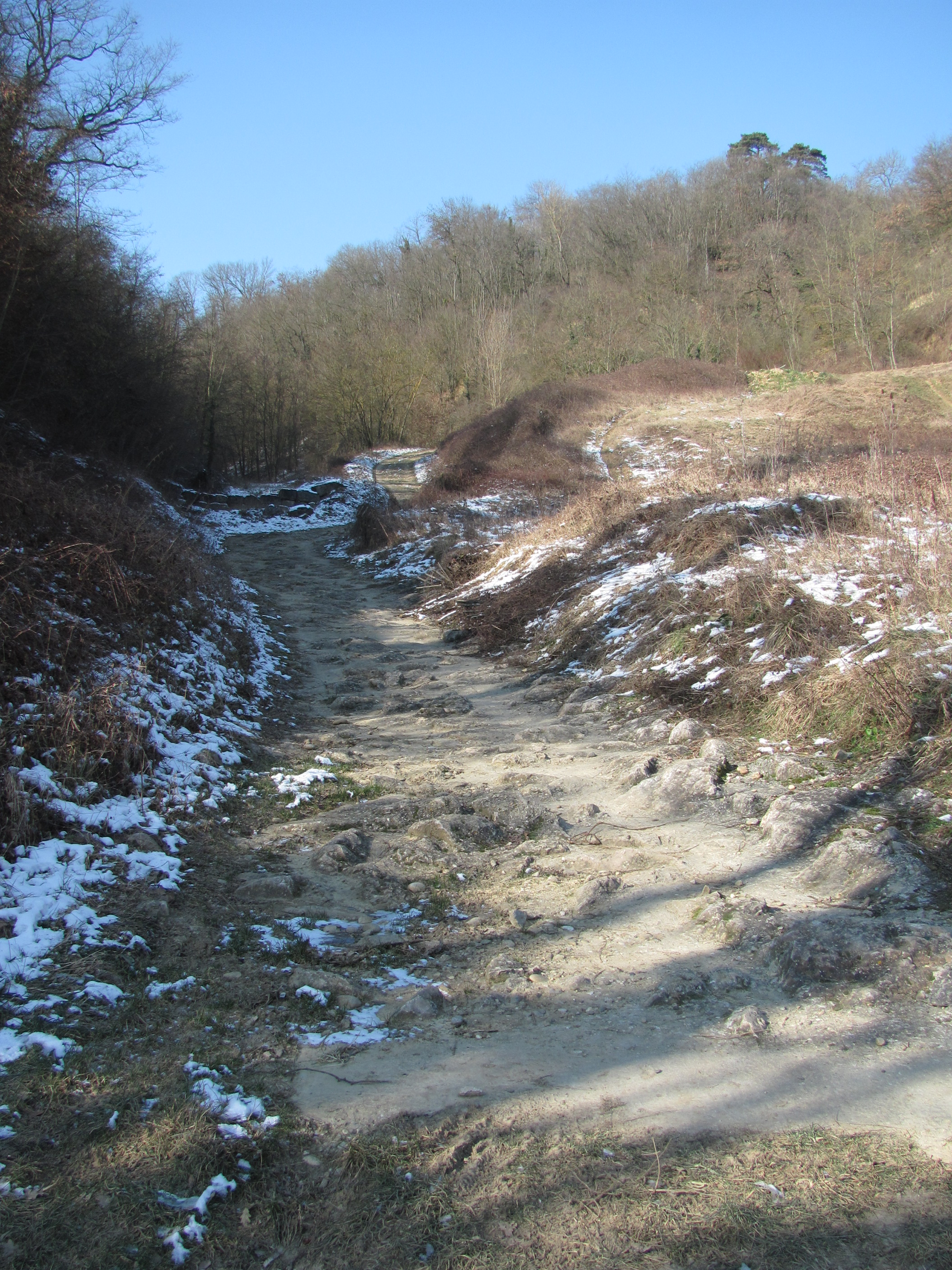
Ravenă

Ravena este o formațiune a eroziunii actuale de adâncime, întâlnită pe terenurile în pantă și provenită prin accentuarea eroziunii pe ogașe. Prezintă adâncimea între 2-10 m, lățimea până la 80-100 m, iar lungimea de câteva zeci de metri până la câțiva km. Poate fi simplă sau ramificată. Fundul ravenei se prezintă în trepte datorită alernanței rocilor cu coeziuni diferite. Ravena evoluează rapid către torent dacă nu se aplică măsuri de combatere.
Se consideră ravene torențiale, formațiunile la care debitul specific lichid cu asigurarea de 1 % depășește valoarea de 40 m³/s/ha, iar eroziunea specifică medie este mai mare de 4,0 m³ /an și hectar. Orice ravenă torențială evoluează în adâncime până la obținerea unui profil longitudinal de echilibru morfologic, echilibru obținut în mod natural. Se consideră în acest caz că ravena torențială este inactivă.

## Legături externe
- „Ravenă” la DEX online